# Ulrich-Bernd Wolff von der Sahl
Ulrich-Bernd Wolff von der Sahl (* 21. April 1956 in Nykyrka, Schweden) ist ein deutscher Manager. Er war Vorstandsvorsitzender der SV SparkassenVersicherung und Vorsitzender des Verwaltungsrats des Verbandes öffentlicher Versicherer.

## Werdegang
Wolff von der Sahl studierte bis 1982 Forstwissenschaft an der Georg-August-Universität Göttingen. Ab 1985 war er bei der Magdeburger Versicherungsgruppe für die Betreuung landwirtschaftlicher Kunden zuständig, ehe er 1990 zu Landschaftlichen Brandkasse Hannover wechselte. 
1991 wurde Wolff von der Sahl Vorstandsmitglied der Öffentlichen Versicherungen Sachsen-Anhalt, 1996 übernahm er hier das Ressort Haftpflicht/Unfall, Kfz-Versicherungen und Sachversicherungen. Ein Jahr später wechselte er in den Vorstand der im Vorjahr neu entstandenen SV SparkassenVersicherung Hessen-Nassau-Thüringen, bei der er 2001 zum Vorstandsvorsitzenden aufrückte. Nach der Fusion der SV Hessen-Nassau-Thüringen mit den SV Versicherungen in Baden-Württemberg im Januar 2004, die er mit Manfred Haas verantwortete, war er zunächst stellvertretender Vorstandsvorsitzender des neuen Unternehmens, ehe er 2005 zum Vorstandsvorsitzenden bestellt wurde. Im Mai 2018 ging er in den Ruhestand über. Im Sommer 2021 übernahm er den Aufsichtsratsvorsitz der Hamburger Versicherungsgesellschaft Allcura.
Seit 2002 war Wolff von der Sahl Mitglied im Verwaltungsrat der öffentlichen Versicherer. Im März 2012 wurde er als Nachfolger von Friedrich Schubring-Giese von der Mitgliederversammlung zum neuen Vorsitzenden des Verwaltungsrats des Verbands öffentlicher Versicherer gewählt. Er ist zudem Kuratoriumsmitglied der Akademie für gesprochenes Wort in Stuttgart.
Wolff von der Sahl engagiert sich ehrenamtlich in der Schutzgemeinschaft Deutscher Wald.